# Saint-Hilaire-de-Riez
Saint-Hilaire-de-Riez település Franciaországban, Vendée megyében. Lakosainak száma 12 923 fő (2022. január 1.). Saint-Hilaire-de-Riez Le Fenouiller, Le Perrier, Notre-Dame-de-Riez, Saint-Gilles-Croix-de-Vie, Saint-Jean-de-Monts és Soullans községekkel határos.

## Népesség
A település népessége az elmúlt években az alábbi módon változott:
| Lakosok száma | 11 169 | 11 222 | 11 226 | 11 169 | 11 179 | 11 297 | 12 137 | 12 682 | 12 923 |
|               | 2013   | 2015   | 2016   | 2017   | 2018   | 2019   | 2020   | 2021   | 2022   |